# JRM
JRM is een Japans historisch merk van motorfietsen.
De bedrijfsnaam was: Japan Racing Motorcycles. 
JRM werd in 1966 opgericht door Tohatsu-fabrieksrijder Kazuo Honda, dat lichte productieracers op de markt bracht. De eerste machines waren 124cc-tweetakten met roterende inlaat, die 28 pk bij 13.000 toeren per minuut leverden. De versnellingsbak was los gemonteerd, waardoor klanten eenvoudig konden kiezen voor zes of acht versnellingen. De machine kon zoals alle tweetakten met mengsmering gesmeerd worden, maar als klanten kozen voor druksmering werd een oliepomp gemonteerd en dan diende de versnellingsbak tevens als olietank. De machine had een wiegframe en 18 inch wielen. In 1969 kocht de Nederlandse dealer Jan Meierdres de complete race-afdeling van JRM op. 